# Le Maisnil
Le Maisnil település Franciaországban, Nord megyében. Lakosainak száma 628 fő (2022. január 1.). Le Maisnil Bois-Grenier, Beaucamps-Ligny, Fournes-en-Weppes, Fromelles, Fleurbaix és Radinghem-en-Weppes községekkel határos.

## Népesség
A település népességének változása:
| Lakosok száma | 637  | 643  | 658  | 642  | 642  | 639  | 634  | 628  | 628  |
|               | 2013 | 2015 | 2016 | 2017 | 2018 | 2019 | 2020 | 2021 | 2022 |